# Sinbad
Sinbad, właśc. David Adkins (ur. 10 listopada 1956 w Benton Harbor) – amerykański aktor i producent filmowy, telewizyjny, aktor głosowy, komik, stand-uper, koszykarz.
Stał się znany w latach 90. dzięki występom w własnych programach na stacji HBO, w kilku serialach telewizyjnych, takich jak m.in.: Inny świat jako trener Walter Oakes (1987–1991) oraz The Sinbad Show (1993–1994) jako David Bryan w roli głównej oraz w filmach, takich jak m.in.: Trudne zwycięstwo (1991), Gość w dom (1995), Syn prezydenta (1996), Świąteczna gorączka (1996), Operacja „Hamburger” (1997), a także użyciu głosu postaci Ropera, wózka widłowego w filmie animowanym pt. Samoloty (2013).

## Wczesne życie
David Adkins urodził się w Benton Harbor w stanie Michigan, jako syn Louise (1933–2017) i baptystycznego księdza doktora Donalda Beckleya Adkinsa (1930–2011). Ma pięcioro rodzeństwa: Donnę, Dorothę, Marka, Michaela i Donalda. Babcia ze strony ojca była pochodzenia irlandzkiego. Uczęszczał do Benton Harbor High School w Bent Harbor, którą ukończył w 1974 roku, a w latach 1974–1978 uczęszczał do college’u na University of Denver w Denver w stanie Kolorado, gdzie przez dwa sezony grał w koszykarskiej drużynie uniwersyteckiej, Denver Pioneers.

### Służba wojskowa
David Adkins służył w United States Air Force jako operator wysięgnika na pokładzie Boeinga KC-135 Stratotanker. Służąc w 384. Air Refueling Wing w McConnell Air Force Base w Wichita w stanie Kansas, często podróżował do miasta, by występować w komediach. Brał udział w Konkursie Talentów Sił Powietrznych w 1981 roku. Sinbad został prawie zwolniony z niehonorowym zwolnieniem z pracy za różne niewłaściwe zachowania, w tym za dezercję.

Nie dostałem się do drużyny koszykarskiej Air Force i przestałem grać. Więc kontynuowałem dezercję. Moja matka błagała mnie, żebym wrócił. Powiedziałem jej: „Nie, nie wrócę. Po prostu zapuszczę brodę. Nie poznają mnie. Będę po prostu kolejnym czarnym mężczyzną z brodą”. Pojechałem do Georgia Tech, aby dowiedzieć się o komputerach. Cały czas dokonywałbym dezercji. Po prostu bym wyszedł. Wróciłbym z nadzieją, że mnie wyrzucą.

Po serii incydentów został ostatecznie zwolniony „za zaparkowanie samochodu w złej pozycji”.

## Kariera

### Początki kariery
David Adkins, próbując wyróżnić się w show-biznesie, pracował pod pseudonimem artystycznym Sinbad, z podziwu dla Sindbada Żeglarza. Swoją karierę w stand-upie rozpoczął od występów w programie pt. Star Search, w którym wygrał rundę z innym komikiem Dennisem Millerem i dotarł do finału, w którym przegrał z Johnem Kassirem.
W 1986 roku zadebiutował na małym ekranie w sitcomie pt. The Redd Foxx Show, w którym wcielił się w rolę Byrona Lightfoota, a także na wielkim ekranie w filmie telewizyjnym wyreżyserowanym przez Boba Giraldiego pt. Club Med.
W 1987 roku dostał rolę trenera Waltera Oakesa w serialu pt. Inny świat, spin-offie Bill Cosby Show (wcielił się w epizodyczną rolę sprzedawcy samochodów, Davisa Sarrette), którego główną bohaterką była Denise Huxtable, w której rolę wcielała się Lisa Bonet, która tylko do 1988 roku grała w serialu, a Sinbad grał w serialu do 1991 roku. W serialu Walter Oakes zaczął zakochiwać się w dziewczynie o imieniu Jaleesa, w której rolę wcielała się Dawnn Lewis. Umawiali się na randki i ostatecznie zaręczyli się, ale postanowili odwołać ślub z powodu różnych poglądów na życie.
W latach 1989–1991 Sinbad był gospodarzem programu pt. It’s Showtime at the Apollo, jednak powrócił w 2005 roku, gdyż ówczesna gospodarz programu, Mo'Nique był na urlopie macierzyńskim. Prowadził odcinek pt. Soul Train, który został wyemitowany 14 stycznia 2005 roku.

### Lata 90.
W 1990 roku nakręcił swój pierwszy stand-up dla stacji HBO pt. Sinbad: Brain Damaged w Morehouse College w Atlancie w stanie Georgia. W 1993 roku Sinbad wykonał swój kolejny stand-up w nowojorskim Paramount Theatre w Madison Square Garden, pt. Sinbad – Afros and Bellbottoms, za który w 1995 roku zdobył nagrodę NAACP Image Award za wyjątkową różnorodność. Potem występował w własnych programach pt. Sindbad – Son of a Preacher Man (1996) oraz Sindbad – Nothin’ but the Funk (1998). Wszystkie te programy zostały wydane na VHS i DVD. W tym samym roku w hotelu Caesars Palace w Paradise w stanie Nevada odkrył talent studentek Las Vegas Academy of the Arts w Las Vegas w stanie Nevada: bliźniaczek Irish i LeMishi Grinstead i Kameelah Williams, które wkrótce założyły zespół współczesnego rhythm and bluesa 702, jednak zespół ostatecznie usłyszał producent muzyczny Michael Bivins.
Popularność Sinbada wzrosła na tyle, że stacja Fox stworzyła sitcom pt. The Sinbad Show, którego premiera odbyła się 16 września 1993 roku. Grał w nim 35-letniego Davida Bryana, kawalera, który po przywiązaniu emocjonalnym postanawia zostać ojcem zastępczym dwójki dzieci: 7-letniej Paige i 4-letniej Royce lat 4, i powiedział prasie, że te doświadczenia poinformowały go o samotnym rodzicielstwie.

Czarni mężczyźni są już odpowiedzialni, już dbają o nasze obowiązki, ale nikt tego nie podkreśla. Słyszę te wszystkie złe słowa przeciwko mężczyznom i ich dzieciom. Po prostu mnie to zmęczyło. Bardziej niż cokolwiek innego pokazuję, że zmieniło się życie, zmienił się świat. A teraz kluczem nie będzie tylko rodzicielstwo, ale mentoring, w którym ludzie, których nie ma nawet w twojej rodzinie, będą musieli wejść i pomóc. I zamierzamy przyjąć tę odpowiedzialność, którą robiliśmy w naszej kulturze.

Ostatni odcinek The Sinbad Show został wyemitowany 21 kwietnia 1994 roku. Rola Davida Bryana przyniosła Sinbadowi w 1995 roku nominację do nagrody Nickelodeon Kids’ Choice Awards w kategorii Ulubiony Aktor Telewizyjny.
W 1995 roku zagrał gościnnie w jednym z odcinków serialu stacji Nickelodeon pt. All That, w którym wcielił się w rolę „Sinboo”, ojca Ishboo oraz wraz z Philem Hartmanem w komedii wyreżyserowanej przez Randalla Millera pt. Gość w dom wcielił się w rolę Kevina Franklina, mieszkańca Pittsburgha, winnego mafii 50 000 dolarów, a Phil Hartman wcielił się w rolę Gary’ego Younga, przyjaciela Kevina Franklina, którego nie widział od czasów studiów, a jego rodzina uważa go za znanego dentystę. Wydana 6 stycznia 1995 roku komedia zarobiła w Ameryce Północnej 26 000 000 dolarów. W tym samym roku założył firmę pn. David & Goliath Productions, której siedziba znajdowała się na osiedlu Los Angeles, Studio City.
W 1996 roku zagrał w komediach, które przyniosły Sinbadowi największą popularność. W komedii wyreżyserowanej przez Davida M. Evansa pt. Syn prezydenta wcielił się w rolę Sama Simmsa, agenta United States Secret Service, ochraniającego Luke’a Davenporta (Brock Pierce), syna prezydenta Stanów Zjednoczonych, Paula Davenporta (James Naughton) oraz świątecznej komedii wyreżyserowanej przez Briana Levanta pt. Świąteczna gorączka (zagrał u boku takich gwiazd, jak m.in.: Arnold Schwarzenegger, Rita Wilson, Phil Hartman), w której wcielił się w rolę Myrona Larabee'a, który wraz Howardem Langstonem (Arnold Schwarzenegger) są zapracowanymi ojcami i podążają całe Minneapolis, by kupić swoim synom ulubioną zabawkę, Turbomana. Za tę rolę zdobył nagrodę Blockbuster Entertainment Award w kategorii Ulubiony aktor drugoplanowy – rodzina; była to również jego ostatnia współpraca z Philem Hartmanem, który zmarł 28 maja 1998 roku. Wystąpił także w programie komediowym stacji HBO pt. Syn kaznodziei w Paramount Theatre w Denver w stanie Kolorado. W marcu 1996 roku towarzyszył Pierwszej Damie Stanów Zjednoczonych, Hillary Clinton i piosenkarce Sheryl Crow podczas trasy USO w Bośni i Hercegowinie. W tym samym roku użyczył głosu w serialu animowanym pt. Happily Ever After: Fairy Tales for Every Child, za co został nominowany do nagrody NAACP Image Award w kategorii Outstanding Performance in an Animated/Live-Action/Dramatic Youth/Children’s Series or Special oraz w filmie familijnym wyreżyserowanym przez Davida R. Ellisa pt. Daleko od domu 2: Zagubieni w San Francisco użyczył głosu Rileyowi, mieszańcowi labradora retrievera.
W 1997 roku w komedii wyreżyserowanej przez Briana Robbinsa pt. Operacja „Hamburger” z Kelem Mitchellem i Kenanem Thompsonem w roli głównej, wcielił się w rolę porywczego nauczyciela, Pana Wheata, wzorowanego na Goughie Wheacie, byłym nauczycielu producenta filmu w White Station High School w Memphis w stanie Tennessee, Dana Schneidera (występ cameo). W tym samym roku wydał książkę pt. Przewodnik Sindbada po życiu: Bo wiem wszystko, książkę z krótkimi esejami komediowymi, którą napisał wraz z Davidem Ritzem. W sierpniu 1997 roku czasopismo muzyczne pt. Vibe rozpoczął własny, konsorcjalny talk-show do późnych godzin wieczornych, który był emitowany na stacji UPN, a jego gospodarzem został aktor Chris Spencer, a po jego zwolnieniu w październiku 1997 roku, jego miejsce zajął Sinbad, który był gospodarzem programu do zakończenia emisji, do lata 1998 roku. W tym czasie wystawił komedię w stacji HBO pt. Nothin’ but the Funk na Trinidad Stadium w Oranjestad na Arubie oraz ponownie zdobył nagrodę NAACP Image Award za wyjątkową różnorodność za rolę w stand-upie pt. Sinbad’s Summer Jam III: ’70s Soul Music Festival.
W 1998 roku i 1999 roku wraz z Billem Cosbym wystąpił w sitcomie produkcji Carsey-Werner Productions, emitowanym na stacji CBS pt. Cosby (wystąpił w 3 odcinkach). W 1998 roku pojawił w odcinku specjalnym teleturnieju Jeopardy!, Celebrity Jeopardy! (amerykańska wersja teleturnieju Va banque, a w maju 2000 roku był konferansjerem konkursu Miss Universe. 1 lutego 1999 roku pojawił się w infomercialu Tae Bo, w którym twierdził, że z powodzeniem używa systemu Tae Bo, aby stać się gwiazdą akcji.

### XXI wiek

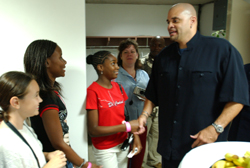
Sinbad podczas spotkania z uczniami Zama American High School, wrzesień 2004

W 2000 roku w filmie telewizyjnym wyreżyserowanym przez DuWayne’a Dunhama pt. Ready to Run użyczył głosu koniowi Hollywoodowi Shuffle’owi. W 2002 roku w serialu emitowanym na stacji Showtime pt. Resurrection Blvd. wcielił się w rolę Odella Masona (wystąpił w 3 odcinkach). W 2004 roku zajął 78. miejsce na liście Najlepszych Stand-uperów Wszech czasów. W 2006 roku czasopismo pt. Maxim uznał go Najgorszym Komikiem Wszech czasów.
W lutym 2007 roku aktor Mark Curry przypisał Sindbadowi i Billowi Cosby’emu uratowanie go przed samobójstwem. W 2008 roku w sitcomie pt. U nas w Filadelfii wcielił się w rolę Ovella Masona (odc. 41 pt. "Dennis Reynolds: An Erotic Life", emisja 23 października 2008 roku). Ten występ cameo spotkał się z pozytywnym uznaniem fanów zarówno Sinbada, jak i serialu. W tym samym roku był gospodarzem komedii pt. Będziesz się śmiać 3, która została wydana na DVD 11 listopada 2008 roku.
W lutym 2010 roku wystąpił w emitowanym na stacji Comedy Central Stand-upie pt. Where U Been? w Club Nokia w Los Angeles, który później został wydany na DVD oraz odniósł jeszcze większy sukces. W tym samym roku wystąpił w programie pt. The Celebrity Apprentice, w którym odpadł już w 2. odcinku po przegranej w wyzwaniu Kodaka jako kierownik projektu, zajmując 13. miejsce oraz wystąpił w reality show pt. Sinbad: To tylko rodzina, emitowanym na stacji We TV, który został zdjęty w 2011 roku.
W 2013 roku użyczył głosu Roperowi, wózkowi widłowemu w filmie animowanym pt. Samoloty oraz wystąpił gościnnie w sitcomie animowanym pt. Amerykański tata, w którym do 2015 roku wystąpił w 3 odcinkach (Lost in Space (2013), The Longest Distance Relationship (2014), O cholera, powrót Jeffa! (2015)). W kwietniu 2015 roku pojawił się na pokazie USO w bazach lotniczych Bagram i Kandahar w Afganistanie.
W 2017 roku w serialu animowanym pt. Lwia Straż użyczył głosu pawianowi Uroho (2 odcinki). W tym samym roku pojawił się w teledysku primaaprilisowym CollegeHumor, składającym się z nowo utworzonego materiału filmowego rzekomo zaczerpniętego z filmu o dżinach pt. Shazaam, który nigdy nie istniał. Komedia czerpała z internetowej plotki mylącej Shazaama z prawdziwym filmem o dżinach pt. Czarodziej Kazaam (1996, reż. Paul Michael Glaser) z Shaquillem O’Nealem w roli tytułowej. Fałszywe wspomnienia Shazaama zostały wyjaśnione jako konfabulacja wspomnień komika w kostiumie dżina podczas telewizyjnego maratonu na stacji TNT Sindbada Żeglarza 28 grudnia 1994 roku, w tym m.in.: Sindbad i oko tygrysa (1977). Ponadto w latach 60. studio Hanna-Barbera stworzyła serial animowany pt. Shazzan.

## Współpraca z Apple
Sinbad ma długą historię związaną z użytkowaniem i promocją produktów firmy Apple, a także współpracą z firmą oraz pojawianiem się na wydarzeniach organizowanych przez firmę Apple. Przykłady obejmują liczne występy na pokazach Macworld i WWDC.
25 stycznia 2011 roku był prelegentem celebrytów na MacWorld Expo 2011.

## Kariera muzyczna
Sinbad jest również znany ze swoich umiejętności muzycznych, z doświadczeniem w grze na wielu instrumentach: na bębnach, instrumentach perkusyjnych, na który najczęściej gra podczas swoich koncertów. Grał z wieloma artystami i muzykami pod pseudonimem Memphis Red, takimi, jak m.in.: saksofonista Journell Henry („p/k/a. J. Henry”) Dawnn Lewis i Adult-Urban.

## Filmografia

### Filmy
- 1986: Club Med – on sam
- 1989: I o to chodzi! – Stand-uper
- 1991: Trudne zwycięstwo – Andre Krimm
- 1992: Time Out: The Truth About HIV, AIDS and You – Prezerwatywa
- 1993: Stożkogłowi – Otto
- 1993: Człowiek-meteor – Malik
- 1994: Kosmici na śniadanie – Areck
- 1995: Gość w dom – Kevin Franklin
- 1996: Syn prezydenta – Sam Simms
- 1996: Świąteczna gorączka – Myron Larabee
- 1996: Cherokee Kid – Cherokee Kid/Izajasz
- 1997: Operacja „Hamburger” – Pan Wheat
- 2000: Blue Shirts
- 2002: Crazy as Hell – Sanitariusz Jefferson
- 2002: Treading Water – Strażnik
- 2006: Leila – Wujek Leili
- 2007: Stompin' – Pan Jackson
- 2008: Cuttin' da Mustard – Bennie

### Seriale
- 1986: The Redd Foxx Show – Bryon Lightfoot
- 1987: Bill Cosby Show – Davis Sarrette (odc. 64)
- 1987–1991: Inny świat – Trener Walter Oakes
- 1992: Roc – Ruben Stiles (odc. 35)
- 1993–1994: The Sinbad Show – David Bryan
- 1994: Ulica Sezamkowa – on sam (odc. 3266)
- 1995: The Puzzle Place – on sam (odc. 24)
- 1995: All That – „Sinboo” (odc. 28)
- 1998–1999: Cosby – Del
- 2000: Zwariowana rodzinka – Profesor LeCount (odc. 112)
- 2001: Przyjaciółki – on sam (odc. 22)
- 2002: Resurrection Blvd. – Odell Mason
- 2007–2009: Koty obiboki – Eddie
- 2008: U nas w Filadelfii – on sam (odc. 41)
- 2011: Daleko jeszcze? – sędzia Oakes (odc. 23)
- 2015: Comedy Bang! Bang! – Noel DeSoil Holyfield (odc. 65)
- 2018–2019: Rel – Milton

### Dubbing
- 1995: Happily Ever After: Fairy Tales for Every Child – Żabi Książę (odc. 6)
- 1996: Daleko od domu 2: Zagubieni w San Francisco – Riley
- 1997: Happily Ever After: Fairy Tales for Every Child – Prostak (odc. 19)
- 1999: Happily Ever After: Fairy Tales for Every Child – Wolfgang (odc. 27)
- 2000: Ready to Run – Hollywood Shuffle
- 2002: Jaś i Małgosia – Raven
- 2008: Głowa rodziny – on sam (odc. 116)
- 2013: Samoloty – Roper
- 2013–2015: Amerykański tata – on sam
- 2013–2014: Steven Universe – Pan Smiley
- 2014: Vitaminamulch: Air Spectacular – Roper
- 2017: Lwia Straż – Uroho

### Programy telewizyjne
- 1985: Star Search
- 1989–1991: It’s Showtime at the Apollo – Gospodarz
- 1993: Saturday Night Live (odc. 333, wraz z Sade Adu)
- 1996: Sindbad – Son of a Preacher Man – Gospodarz
- 1997–1998: Vibe – Gospodarz
- 1998: Sindbad – Nothin’ but the Funk – Gospodarz
- 2005: It’s Showtime at the Apollo – Gospodarz

## Nagrody
- 1995: NAACP Image Award za wyjątkową różnorodność za rolę w stand-upie pt. Sinbad’s Summer Jam III: ’70s Soul Music Festival
- 1995: Nominacja do nagrody Nickelodeon Kids’ Choice Awards w kategorii Ulubiony Aktor Telewizyjny
- 1996: Nominacja do nagrody NAACP Image Award w kategorii Outstanding Performance in an Animated/Live-Action/Dramatic Youth/Children’s Series or Special
- 1997: NAACP Image Award za wyjątkową różnorodność za rolę w stand-upie pt. Sinbad’s Summer Jam III: ’70s Soul Music Festival

## Życie prywatne
Sinbad w 1985 roku ożenił się z Meredith Fuller, z którą ma dwójkę dzieci: syna Royce’a Beckly’ego, reżysera filmowego oraz córkę Paige Adkins, piosenkarkę. Para rozwiodła się w 1992 roku, jednak w 2002 roku ponownie się pobrała, po czym w 2022 roku ponownie się rozwiodła.
16 listopada 2020 roku jego rodzina ogłosiła prasie, że wraca on do zdrowia po niedawnym udarze mózgu.

### Kwestie podatkowe
W kwietniu 2009 roku znalazł się w pierwszej dziesiątce najgorszych dłużników podatkowych w Kalifornii, który jest winien państwu 2 500 000 dolarów podatku dochodowego od osób fizycznych. 11 grudnia 2009 roki złożył wniosek o ogłoszenie upadłości na podstawie Rozdziału 7. 5 lutego 2010 roku poinformowano o wystawieniu przez niego swojego 2,5-akrowego (1 hektar) domu na wzgórzu na sprzedaż w celu złagodzenia swojego obciążenia podatkowego.